# Nahuel Bustos
Nahuel Lautaro Bustos, mais conhecido como Nahuel Bustos (Córdova, 4 de julho de 1998) é um futebolista argentino que atua como ponta-esquerda e centroavante. Atualmente joga pelo Talleres.

## Carreira

### Início
Nascido em Córdova, o pequeno Nahuel Lautaro Bustos começou a jogar pelo Huracán aos cinco anos de idade em 2003. 9 anos depois, em 2012, foi jogar nas categorias de base do clube, também de sua cidade natal, Argentino Peñarol. Em 24 de fevereiro de 2013, com apenas 14 anos de idade, entrou no decorrer da vitória por 7x0 sobre o Club Racing de Valle Hermoso, marcando o 5º gol do time argentino na partida. Conquistou pelo Argentino Peñarol, nessa mesma competição, aos 14 anos, seu primeiro torneio nacional da AFA, o Torneo del Interior de 2013, no qual esteve presente na jogo de ida da decisão diante do Tinogasta Central.

### Talleres
Em 5 de março de 2014, o presidente do Argentino Peñarol, Ariel Allende, anunciou que Bustos foi vendido a um grupo de empresários por uma taxa de 40.000 pesos e havia se transferido ao Talleres, clube argentino de Córdova. Em 12 de junho do ano seguinte, ele assinou seu primeiro contrato profissional na carreira.
Depois de ser relacionado para os jogos da Segunda Divisão Argentina contra Almagro, Gimnasia y Esgrima e Atlético Paraná, não sendo utilizado em nenhum, Nahuel fez sua estreia profissional em 18 de junho de 2015, substituindo Nazareno Solís no final do empate em 1–1 contra o Chacarita Juniors. Se sagrou campeão da Segunda Divisão em 2016.
Fez sua estréia na Primera Divisão, mais alto nível do futebol nacional. em 23 de abril de 2017, na vitória por 1–0 contra Godoy Cruz.
Bustos fez parte do elenco do Talleres na Copa Libertadores da América Sub-20 de 2018, no Uruguai, competição na qual Bustos marcou quatro gols em três partidas, incluindo um hat-trick contra o Atlético Venezuela. Nahuel só se tornou uma peça regular na equipe principal em setembro daquele ano, sob o comando do técnico Juan Pablo Vojvoda.
Bustos marcou seu primeiro gol profissional em 22 de setembro de 2018, no empate por 1–1 contra o Vélez Sarsfield. Em 7 de outubro, ele marcou dois gols na vitória por 3–0 contra o rival Belgrano, ficando com uma marca de 4 gols em 4 partidas. Em 2019-20 , Bustos marcou 10 gols em 23 jogos antes da paralisação do Campeonato Argentino devido a pandemia de COVID-19.

### Pachuca
Em 28 de dezembro de 2018, Talleres anunciou que Bustos havia sido emprestado ao Pachuca, do Campeonato Mexicano, assinando por doze meses. Nahuel marcou seu primeiro gol no México em 8 de janeiro na vitória por 2–1 sobre o Atlante, pela Copa do México. Bustos se despediu do Pachuca em julho de 2019, atuando em apenas 8 partidas e marcando um gol pelo clube mexicano.

### Grupo City

#### Girona
Em 5 de outubro de 2020, Nahuel acertou sua transferência para o City Football Group, ou Grupo City, uma espécie de empresa futebolística, dona de diversos clubes no mundo, que ao contratar jogadores para o plantel do time principal da franquia, o Manchester City, os empresta a outros times pertencentes do grupo para ganharem tempo de jogo.[carece de fontes?]
Posteriormente, ele foi emprestado ao Girona, clube pertencente ao grupo da Segunda Divisão Espanhola, para as próximas 2 temporadas. Bustos estreou na vitória por 1–0 sobre o Real Oviedo em 18 de outubro, antes de marcar seus dois primeiros gols pelo clube na vitória por 2–0 sobre a Ginástica Segoviana, pela Copa do Rei. Marcou 4 gols em 37 partidas na temporada 2020/21. Na temporada seguinte despontou como um dos principais jogadores do time, marcando 11 gols em 45 jogos, entretanto não conseguiu levar o Girona para a LaLiga 2022/23, com a equipe sendo derrotada nos play-offs de qualificação da Segunda Divisão. Se despediu do Girona em julho de 2022, voltando ao Manchester City.

### São Paulo

#### 2022
Em 1 de agosto de 2022, o São Paulo acertou o empréstimo por um ano e meio de Nahuel, com opção de compra que batendo metas estipuladas pelo contrato pode se tornar obrigatória.
Estreou pelo Tricolor em 21 de julho, entrando nos 17 minutos finais da derrota por 1–0 sob o Santos, no Brasileirão.
Em 18 de setembro, marcou seu primeiro gol pelo São Paulo na vitória por 2x0 sobre o Ceará, no Brasileirão. Em seu gol, o da vitória, após lançamento de Marcos Guilherme para Igor Gomes, o meia desviou para o centro da área, onde Bustos empurrou a bola para o fundo das redes.
Deixou o clube ao fim da temporada de 2022, com uma passagem considerada apagada.

## Seleção argentina
Nahuel foi chamado pelo treinador Fernando Batista para disputar o Pré-Olímpico da CONMEBOL em 2020, com a Seleção Argentina sub-23 vencendo pela 5ª vez a competição após terminar em primeiro no Quadrangular Final entre La Albiceleste, Brasil, Uruguai e Colômbia. Nahuel entrou em 3 partidas e marcou um gol na vitória por 4x1 sobre a Venezuela na primeira fase.

## Estatísticas
Última atualização em 31 de junho de 2022.[carece de fontes?]
| Equipe            | Temporada         | Campeonato nacional | Campeonato nacional | Copa nacional | Copa nacional | Competições continentais | Competições continentais | Outros torneios¹ | Outros torneios¹ | Total | Total |
| Equipe            | Temporada         | Jogos               | Gols                | Jogos         | Gols          | Jogos                    | Gols                     | Jogos            | Gols             | Jogos | Gols  |
| ----------------- | ----------------- | ------------------- | ------------------- | ------------- | ------------- | ------------------------ | ------------------------ | ---------------- | ---------------- | ----- | ----- |
| Argentino Peñarol | 2013              | 1                   | 1                   | –             | –             | –                        | –                        | –                | –                | 1     | 1     |
| Talleres          | 2016              | 1                   | 0                   | 0             | 0             | –                        | –                        | –                | –                | 1     | 0     |
| Talleres          | 2016-17           | 4                   | 0                   | 0             | 0             | –                        | –                        | –                | –                | 4     | 0     |
| Talleres          | 2017-18           | 0                   | 0                   | 0             | 0             | –                        | –                        | –                | –                | 0     | 0     |
| Talleres          | 2018-19           | 11                  | 5                   | 0             | 0             | 0                        | 0                        | –                | –                | 11    | 5     |
| Talleres          | 2019-20           | 20                  | 9                   | 3             | 1             | –                        | –                        | –                | –                | 23    | 10    |
| Talleres          | Total             | 36                  | 14                  | 3             | 1             | 0                        | 0                        | –                | –                | 39    | 15    |
| Pachuca           | 2018-19           | 4                   | 0                   | 4             | 1             | –                        | –                        | –                | –                | 8     | 1     |
| Pachuca           | Total             | 4                   | 0                   | 4             | 1             | –                        | –                        | –                | –                | 8     | 1     |
| Manchester City   | 2019-20           | –                   | –                   | –             | –             | –                        | –                        | –                | –                | –     | –     |
| Manchester City   | 2020-21           | –                   | –                   | –             | –             | –                        | –                        | –                | –                | –     | –     |
| Manchester City   | 2021-22           | –                   | –                   | –             | –             | –                        | –                        | –                | –                | –     | –     |
| Manchester City   | 2022-23           | –                   | –                   | –             | –             | –                        | –                        | –                | –                | –     | –     |
| Manchester City   | Total             | –                   | –                   | –             | –             | –                        | –                        | –                | –                | –     | –     |
| Girona            | 2020-21           | 30                  | 2                   | 4             | 2             | –                        | –                        | 3                | 0                | 37    | 4     |
| Girona            | 2021-22           | 38                  | 11                  | 3             | 0             | –                        | –                        | 4                | 0                | 45    | 11    |
| Girona            | Total             | 68                  | 13                  | 7             | 2             | –                        | –                        | 7                | 0                | 82    | 15    |
| Total na carreira | Total na carreira | 109                 | 28                  | 14            | 4             | 0                        | 0                        | 7                | 0                | 130   | 32    |

¹ Em outros torneios, incluindo jogos e gols dos PlayOffs da LaLiga Smartbank

## Títulos
Argentino Peñarol
- Torneo del Interior: 2013

Talleres
- Segunda Divisão Argentina: 2016
- Supercopa Internacional: 2023

Seleção Argentina
- Pré-Olímpico CONMEBOL: 2020